# نرسيه
نرسيه (بالفارسية الحديثة: نرسی؛ الصينية المبسطة: 泥 涅 师 ؛ الصينية التقليدية: 泥 涅 師 ؛ بينيين: Nìnièshī) كان جنرال فارسي هرب إلى سلالة تانغ الحاكمة في الصين مع والده، بيروز الثالث ، ابن يزدجرد الثالث ، آخر ملوك فارس. يعتبر نرسيه آخر رجل في السلالة الساسانية.
تمت مرافقته مرة أخرى إلى بلاد فارس من قبل بى شينغ جيان في عام 679 ولكن تم التخلي عنها في منتصف الطريق. ثم أمضى حياته في قتال العرب في باختر حتى عاد إلى عاصمة أسرة تانغ تشانغآن في عام 707 ، حيث عاش ما تبقى من حياته قبل أن يموت من المرض.
توفي عم نارسيه بهرام السابع في 710، وذكر ابنه خسرو أنه قاتل جنبا إلى جنب مع قوات بلاد الصغد والأتراك ضد المسلمين في 729. هذا ربما آخر إشارة إلى مشاركة أي من أحفاد يزدجرد الثالث.